# Soyuz 7K-OKS
A Soyuz 7K-OKS, foi projetada especificamente para transporte de pessoal para estações espaciais soviéticas. Ela foi a primeira espaçonave a conduzir uma tripulação a uma estação espacial, a Salyut 1, em 1971 nas missões Soyuz 10 e Soyuz 11.
Essa espaçonave foi uma modificação da Soyuz 7K-OK, com um novo sistema de acoplamento, conhecido em inglês como "probe and drogue", que é um artefato de encaixe em formato de funil com uma escotilha, permitindo a transferência direta de tripulantes entre as espaçonaves acopladas.

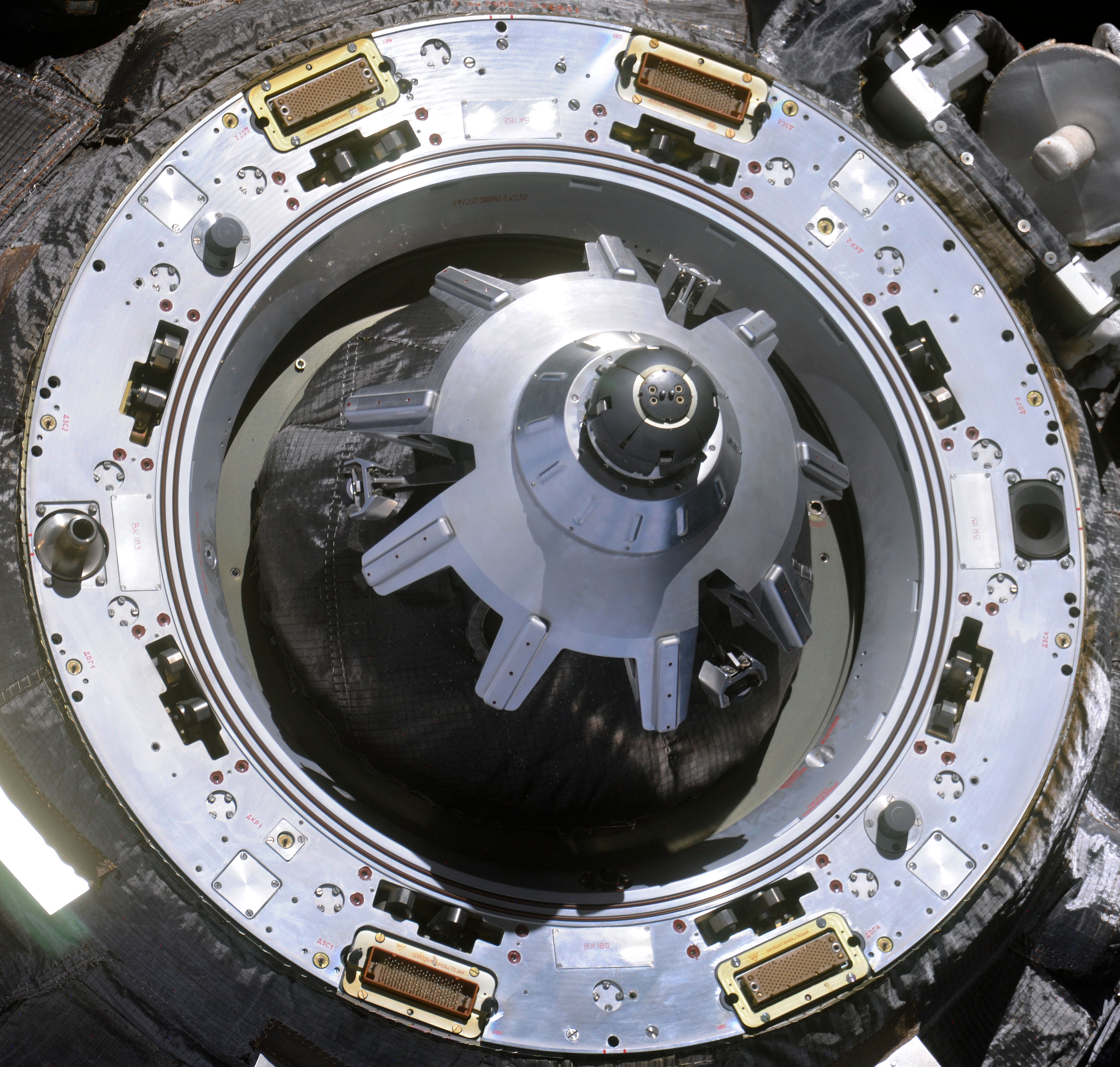
O sistema de acoplamento probe and drogue da Soyuz.

Esse sistema de acoplamento "probe and drogue", introduzido nesse modelo de espaçonave, e que também foi usado no Projeto Apollo, continua em uso até os dias de hoje na ISS.
Missões
- Soyuz 10 transporte para a Salyut 1, primeiro acoplamento a uma estação espacial da história
- Soyuz 11 transporte para a Salyut 1, da primeira tripulação de uma estação espacial da história, a tripulação foi morta na reentrada